# Formazione dei Corrosion of Conformity
I Corrosion of Conformity (COC) sono un gruppo heavy metal statunitense di Raleigh, nella Carolina del Nord. Formatosi nel giugno 1982, il gruppo era originariamente composto dal chitarrista Woody Weatherman, dal bassista Mike Dean, dal batterista Reed Mullin e dal cantante Benji Shelton.

## Storia
All'inizio del 1986, Simon Sinister (che si era esibito in alcuni cori in Animosity l'anno precedente) assunse il ruolo di cantante principale dei COC, con l'EP Technocracy registrato "circa sei mesi dopo" il suo arrivo. Poco dopo l'uscita dell'EP Dean se ne andò e fu sostituito da Phil Swisher; riferendosi alla sua partenza in seguito, Dean ha spiegato che "c'era molto di cui preoccuparsi, ed è stato un sollievo allontanarsi", mentre Sinister ha affermato che il bassista "non era soddisfatto della direzione che la band stava prendendo". Nel 1988, anche Weatherman e Mullin avevano chiesto a Sinister di andarsene.
I COC pubblicarono un nuovo album nel 1989, con il nuovo frontman Karl Agell. Allo stesso tempo, il gruppo ha anche aggiunto il secondo chitarrista Pepper Keenan, che aveva originariamente fatto un'audizione per il ruolo di cantante solista ma "non stava davvero colpendo il conto di quello che stavamo cercando dal punto di vista del canto" secondo Mullin. La nuova formazione di cinque elementi pubblicò Blind nel 1991 e fece numerosi tour; tuttavia, durante le prime fasi della produzione di un album successivo nell'estate 1993, Agell fu licenziato e Swisher scelse di andarsene al suo fianco. Dean successivamente è tornato e Keenan ha assunto la voce.
La formazione del COC è rimasta costante per tutto il resto del decennio, prima che alla fine del 2000 fosse annunciato che Mullin sarebbe stato sostituito da Jimmy Bower a causa di un infortunio alla schiena. Il nuovo batterista ha contribuito a Live Volume, prima di lasciare a metà del 2002 per concentrarsi su altri progetti ed è stato sostituito da Merritt Partridge. Nell'estate del 2004, il gruppo stava registrando un nuovo album con il batterista dei Galactic Stanton Moore, che è stato pubblicato come In the Arms of God l'anno successivo. A causa di conflitti di programmazione, Moore è stato sostituito da Jason Patterson in tournée nel 2006.

## Formazioni

### Attuale
- Woody Weatherman – chitarra (1982–presente)
- Pepper Keenan – voce, chitarra (1989-2006; 2015–present)
- Mike Dean – basso  (1982-1987, 1993–presente)
- John Green  – batteria (2020–presente)

### Ex componenti
- Reed Mullin – batteria (1982–2001;2010-presente)
- Eric Eycke – voce (1983-1984)

## Collaboratori
- Warren Haynes – slide guitar (Stare Too Long, America's Volume Dealer)
- James Hetfield – voce (Man or Ash, Wiseblood)
- Robert Stewart – voce (solo live)